# Henryka Martyniak

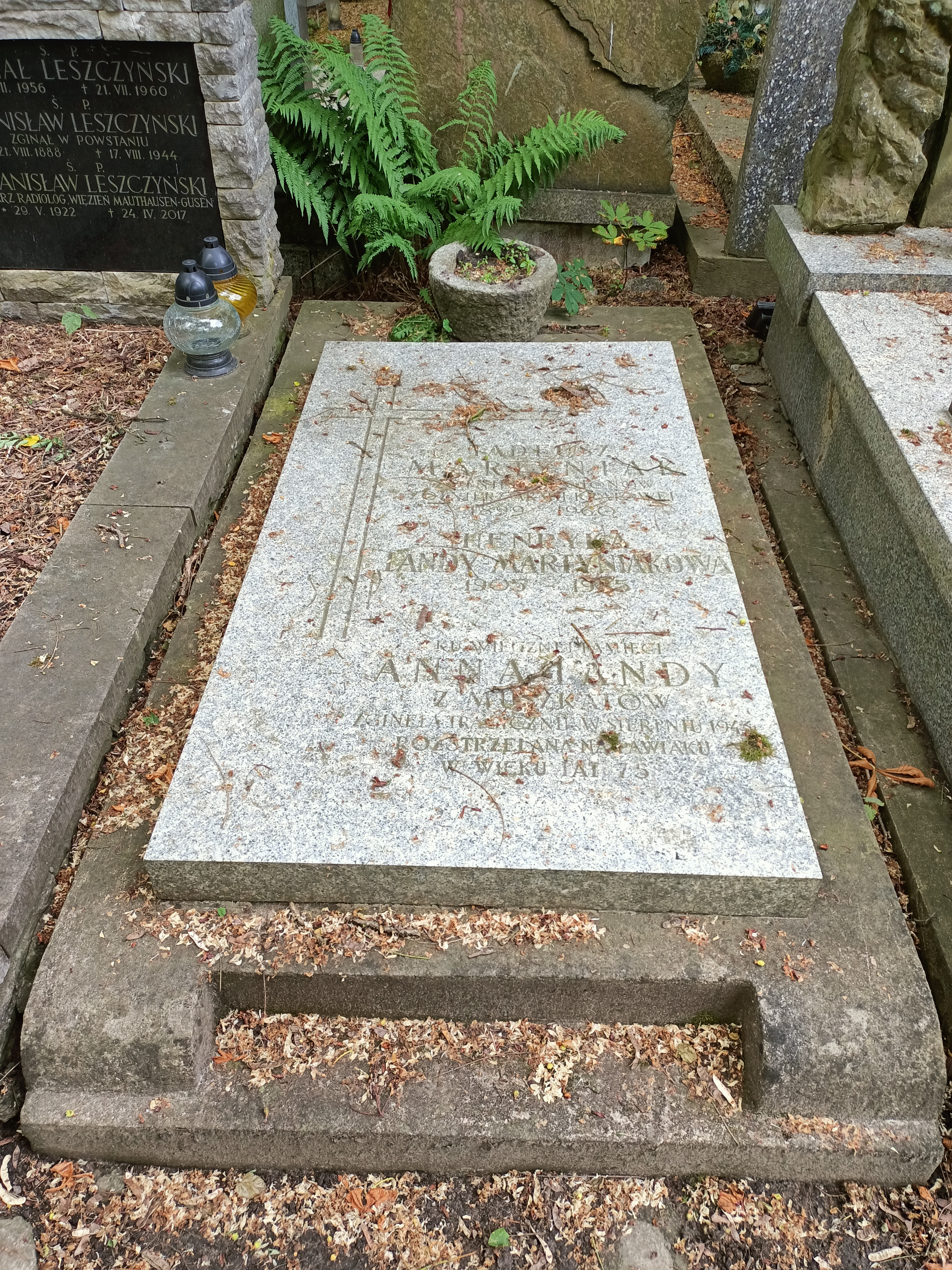
Grób Henryki Martyniak na Cmentarzu Powązkowskim

Henryka Martyniak z d. Landy ps. „Maria”, „Maria Konopnicka” (ur. 18 września 1905 w Warszawie, zm. 2 sierpnia 1985 tamże) – żołnierz SZP, uczestniczka kampanii wrześniowej i powstania warszawskiego, więźniarka Fordonu, nauczycielka, wykładowczyni Uniwersytetu Warszawskiego, odznaczona Orderem Wirtuti Militari.

## Życiorys
Henryka Landy urodziła się 18 września 1905 w rodzinie księgowego Władysława i Anny z domu Muszkat. W 1912 wraz z rodziną wyjechała do Francji, gdzie przebywała przez okres toczącej się I wojny światowej. Tam też ukończyła szkołę powszechną. W 1919 powróciła do kraju. W Warszawie uczęszczała do Gimnazjum Żeńskiego Jadwigi Kowalczykówny i Jadwigi Jawurkówny, które ukończyła w 1923. W latach 1924–1929 studiowała literaturę francuską na Sorbonie w Paryżu. Po powrocie do kraju od 1930 w gimnazjach prywatnych uczyła języka francuskiego. Była zaangażowana w PWK, a w Gimnazjum Żeńskim im. Marii Konopnickiej prowadziła hufiec szkolny. 
W 1939 brała udział w obronie cywilnej Warszawy, dostarczając żołnierzom żywność i papierosy. 5 października 1939 została zaprzysiężona przez Janinę Karasiównę w Służbie Zwycięstwu Polski, jako „Maria”, „Maria Konopnicka”. Została przez mjr. Henryka Niepokulczyckiego, ps. „Teodor” zwerbowana w 1940 jako jego łączniczka z kpt. Zenonem Schreyerem, ps „Demir” , który zajmował się kontrolą produkcji granatów. Uczestniczyła podczas produkcji granatów, a następnie razem z Zenonem Schreyerem brała udział w podwarszawskich lasach oraz w piwnicy swego domu na Żoliborzu w ich odpalaniu. Później była główną łączniczką inż. Stanisława Franke ps. „Filip”, który przed wojną pracował w fabryce uzbrojenia w Rembertowie. Wspólnie z nim oraz werbując nowych pracowników stworzyli wytwórnię granatów. Jej zadaniem było dozorowanie bezpieczeństwa produkcji oraz przenoszenie meldunków i części granatów. Wiosną 1944 kierowała akcją przetransportowania „filipinek" z magazynów fabryki znajdującej się przy ul. Obozowej, którą opieczętowało gestapo, do nowych składów, które zostały przygotowane przez „Filipa”. W czerwcu i lipcu 1944 w związku z zagrożeniem „wsypą” przebywała w Zalesiu pod Warszawą, a następnie przed wybuchem Powstania wróciła na Mokotów, gdzie pracowała w kuchni.
Przed kapitulacją Powstania przedostała się kanałami do Śródmieścia, a 5 października 1944 z ludnością cywilną dostała się do obozu przejściowego w Pruszkowie, a dzięki świadectwu jakie otrzymała od dr Balickiej o niezdolności do pracy wywieziono ją z cywilami i rannymi do Mościc, gdzie przebywała pod opieką Rady Głównej Opiekuńczej. Kiedy Tarnów został zajęty przez sowietów, wraz z innymi nauczycielami warszawskimi założyła w Mościcach gimnazjum i liceum, w których uczyła języka francuskiego. W 1946 powróciła do Warszawy, gdzie podjęła pracę nauczycielki, a od 1949 do 1963 wicedyrektorki w XV Liceum im. Narcyzy Żmichowskiej.
26 stycznia 1954 została razem z mężem aresztowana i skazana przez Wojskowy Sąd Rejonowy w Warszawie na 15 lat więzienia za prowadzenie korespondencji z Przemysławem Kraczkiewiczem, który był jej kolegą i dowódcą z Armii Krajowej, a przebywającym w tym czasie na Zachodzie. W czerwcu 1956 wskutek amnestii została zwolniona i wróciła do pracy w Liceum Żmichowskiej. Będąc kierowniczką ogniska nauczała języka francuskiego i zorganizowała klasy z językiem wykładowym francuskim: równocześnie była lektorem w SGPiS. Od 1962 pracowała jako wykładowca w Wyższym Studium Języków Obcych UW, a następnie do 1970 na Wydziale Romanistyki UW. Do 1979 uczyła także na kursach ówczesnej Czytelni Francuskiej (później Instytutu Francuskiego). Będąc już na emeryturze zajmowała się tłumaczeniami z i na język francuski. Henryka Martyniak jest autorką kilku podręczników i skryptów do nauki języka francuskiego. Należała do Związku Bojowników o Wolność i Demokrację.
Zmarła 2 sierpnia 1985 po długiej chorobie, a pochowana została w grobie rodzinnym na Powązkach.

## Ordery i odznaczenia
- Krzyż Srebrny Orderu Virtuti Militari – 3 mają 1944 przez dowódcę Armii Krajowej (nadanie zostało zweryfikowane przez III Kapitułę Londyńską w 1960 z nr. Krzyża 12416 oraz  w 1964 przez GKWO przy ZG ZBoWiD z nr. legitymacji DK-1006)
- Krzyż Walecznych – zweryfikowany w 1964
- Krzyż Armii Krajowej
- Warszawski Krzyż Powstańczy
- Medal Wojny 1939–1945 – 1968
- Medal Komisji Edukacji Narodowej
- Order Palm Akademickich fr. L'Ordre des Palmes académiques − (odznaczenie francuskie)